# Amesita
L'amesita és un mineral de la classe dels silicats, que pertany al grup de la caolinita-serpentina. Va rebre el seu nom l'any 1876 per Charles Upham Shepard en honor de James Tyler Ames (1810-1883), un dels amos de les mines Chester Emery, on va ser descoberta.

## Característiques
L'amesita és un silicat de fórmula química Mg₂Al(AlSiO₅)(OH)₄. Cristal·litza en el sistema triclínic. La seva duresa a l'escala de Mohs es troba entre 2,5 i 3.
Segons la classificació de Nickel-Strunz, l'amesita pertany a «09.ED: Fil·losilicats amb capes de caolinita, compostos per xarxes tetraèdriques i octaèdriques» juntament amb els següents minerals: dickita, caolinita, nacrita, odinita, hal·loysita, hisingerita, hal·loysita-7Å, antigorita, berthierina, brindleyita, caryopilita, crisòtil, cronstedtita, fraipontita, greenalita, kel·lyïta, lizardita, manandonita, nepouïta, pecoraïta, guidottiïta, al·lòfana, crisocol·la, imogolita, neotocita, bismutoferrita i chapmanita.

## Formació i jaciments
Va ser descoberta a les mines de Chester Emery, a Chester, al comtat de Hampden, Massachusetts (Estats Units). Sol trobar-se associada a altres minerals com: rútil, magnetita, diàspor i clinoclor.